# Hartmut Meinert
Hartmut Meinert (* 23. Februar 1951) ist ein ehemaliger deutscher Fußballspieler. In der höchsten Spielklasse des DDR-Fußballs, der DDR-Oberliga, spielte er für den HFC Chemie.

## Sportliche Laufbahn
Mit dem HFC Chemie holte Meinert 1969 in der Premierensaison der Juniorenoberliga den DDR-Meistertitel. Meinert gehörte seit 1961 dem SC Chemie Halle an, aus dem 1966 der HFC Chemie entstand.
Der Defensivspieler, zu diesem Zeitpunkt Stammspieler der 2. Mannschaft des HFC in der DDR-Liga, debütierte am letzten Spieltag der Saison 1969/70 in der DDR-Oberliga für die Saalestädter. Beim 1:1 im Leipziger Georg-Schwarz-Sportpark gegen die dortige BSG Chemie spielte er die vollen 90 Minuten und konnte bereits im Folgespieljahr, noch immer als Teenager gestartet, 16 Saisoneinsätze verbuchen.
Bis zu seinem Abschied im Sommer 1984 bestritt Hartmut Meinert 272 Oberligaspiele (13 Tore) für den HFC sowie elf Partien (ein Treffer) in der zweithöchsten Spielklasse. In der Spielzeit 1973/74 gelang Meinert und seinen Mitspielern der direkte Wiederaufstieg aus der Liga in die Oberliga. Im Europapokal wurde er in der Saison 1970/71 einmal eingesetzt. Nach dem erneuten Abstieg aufgrund des 14. und letzten Platzes in der Oberligasaison 1984 war der 33-jährige Heizungsinstallateur nicht mehr Teil des Neuaufbaus beim HFC Chemie für die darauffolgende Spielzeit in der Zweitklassigkeit.

## Trivia
Er liegt auf Rang 72 der ostdeutschen Erstligarekordspieler. Für den HFC lief nur Bernd Bransch (291 Begegnungen) häufiger in der DDR-Elitespielklasse auf.